# Allemands de la Volga
 (août 2012).
Si vous disposez d'ouvrages ou d'articles de référence ou si vous connaissez des sites web de qualité traitant du thème abordé ici, merci de compléter l'article en donnant les références utiles à sa vérifiabilité et en les liant à la section « Notes et références ».

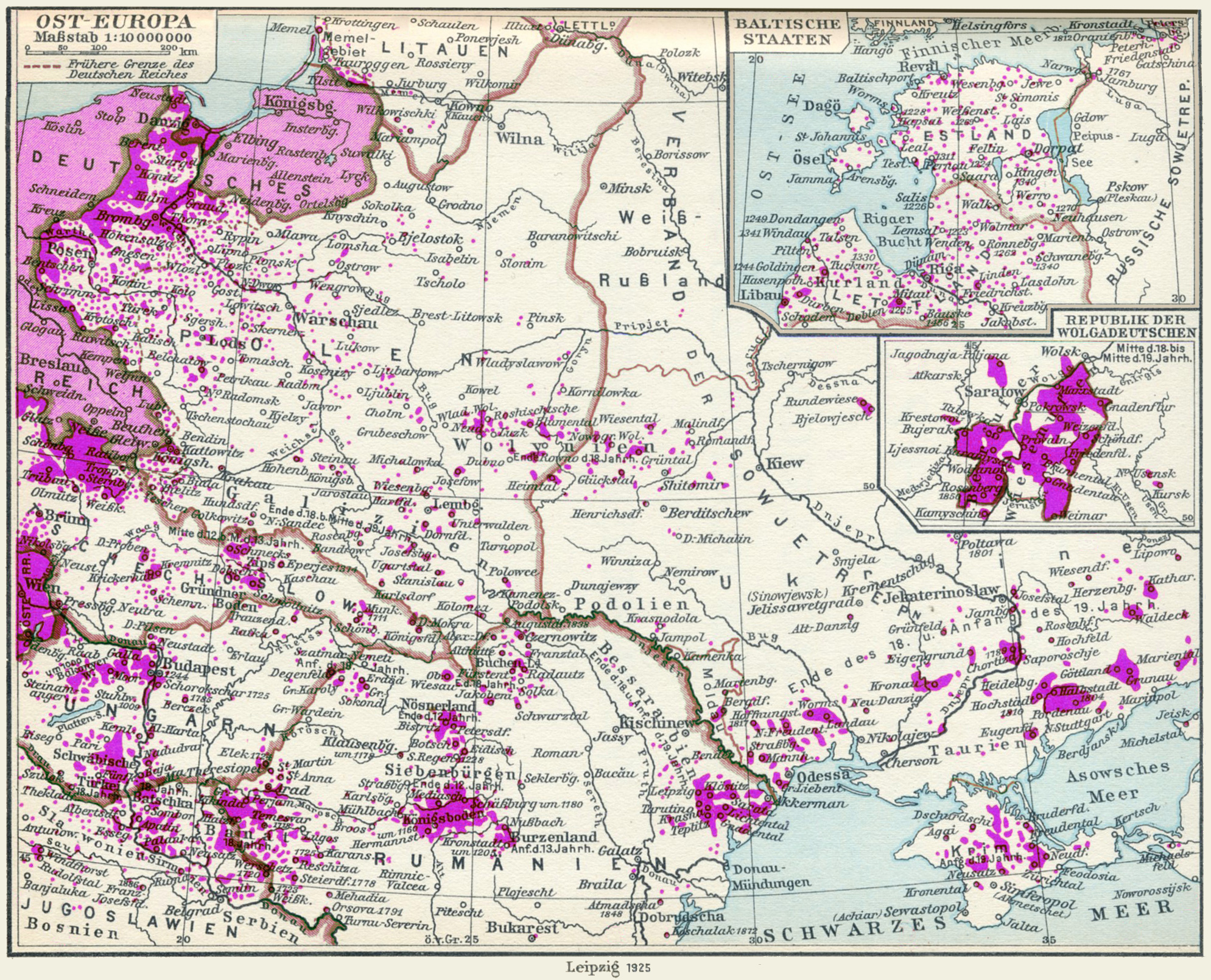
Les minorités allemandes en Europe orientale en 1925, dont celles de la Volga à droite.

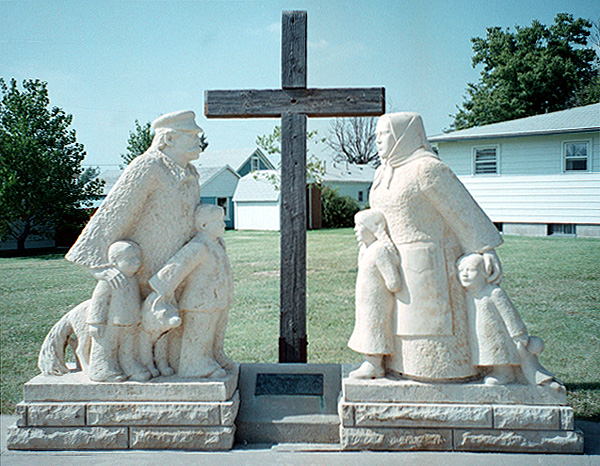
Statue commémorative représentant une famille de pionniers allemands de la Volga à Victoria au Kansas, États-Unis.

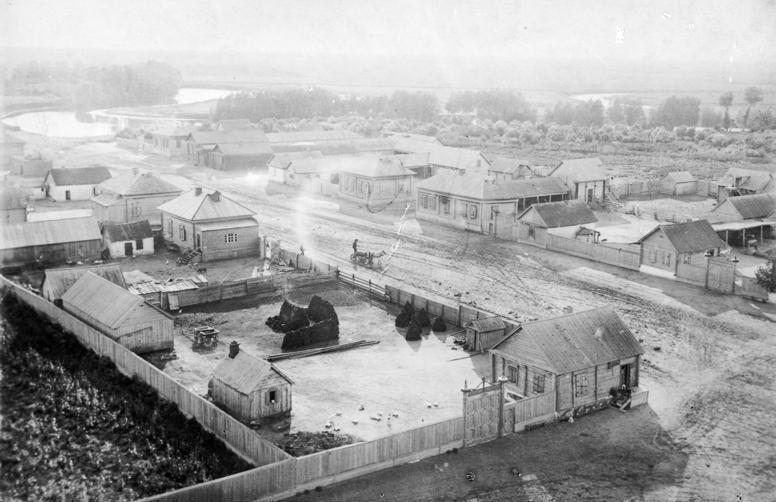
La ville de Streckerau, en 1920, de nos jours Novokamenka, district de Rovnoye (Rovensky), dans l’oblast de Saratov.

Les Allemands de la Volga,, (en allemand : Wolgadeutsche ; en russe : поволжские немцы, transl. ISO 9 povolžskie nemcy, litt. « Allemands de la région de la Volga ») sont les descendants de colons allemands invités par Catherine II à s'installer près des cours d'eau de la région de la Volga et sur les rives de la mer Caspienne. Ils avaient conservé la culture, les traditions, la langue et les confessions allemandes : le luthéranisme, le calvinisme, le mennonisme et le catholicisme. Beaucoup d'Allemands de la Volga émigrèrent vers l'Amérique du Nord et l'Argentine au milieu du XIXe siècle. Après la révolution russe, un territoire autonome allemand est créé par un décret de Lénine du 19 octobre 1918. Il est transformé en république socialiste soviétique autonome des Allemands de la Volga le 24 février 1924. Pendant la Seconde Guerre mondiale, ils furent déportés à compter du 28 août 1941, à la suite de l'invasion allemande de l'URSS. Par un décret du 29 août 1964, ceux qui n'avaient pas pu quitter l'URSS avaient été réhabilités. Néanmoins, après la chute de l'URSS, à partir de 1991, un grand nombre émigrèrent vers l'Allemagne.

## Histoire

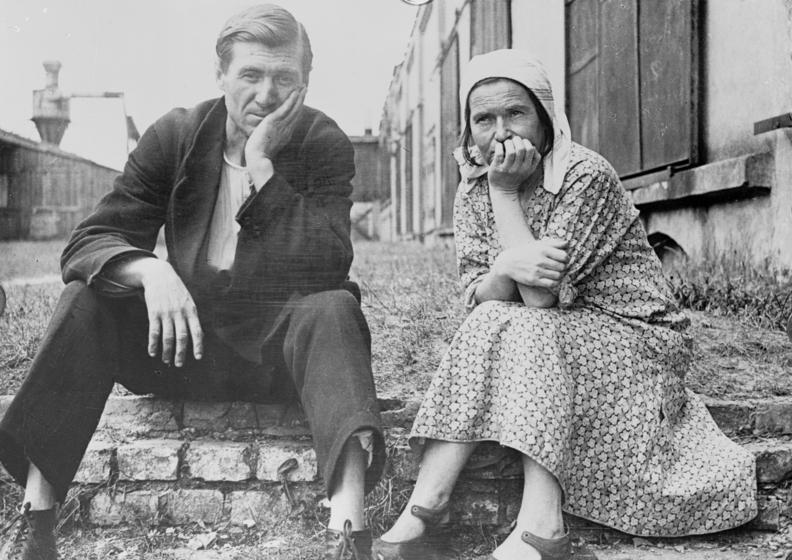
Allemands de la Volga réfugiés en Prusse-Occidentale, entre 1920 et 1925.

### Politique de colonisation russe auXVIIIesiècle
C'est à partir de juillet 1763 que des populations germaniques principalement luthériennes, mais aussi catholiques, provenant surtout du Sud-Ouest de l'Allemagne, de Hesse, de Rhénanie, du Palatinat mais aussi de l'Alsace commencèrent à s'installer dans la région de la Volga, aux environs de Saratov, à l'invitation de Catherine II qui souhaitait coloniser ces vastes zones steppiques et presque inhabitées.
Après avoir détrôné son époux Pierre III, la princesse allemande Sophie Fredericke Auguste von Anhalt-Zerbst, née à Stettin, monta sur le trône, sous le nom de Catherine II dite « la Grande ». Elle enleva à l'Empire ottoman par ses conquêtes un peu plus de 500 000 km2 de territoire (notamment vers l'actuelle Ukraine en Nouvelle-Russie). Or ces terres n'étaient que peu, et lentement, colonisées par les populations russes et n'étaient donc pas assez cultivées ou habitées. En conséquence, Catherine II publia un manifeste en juillet 1763, invitant les populations d'Europe de l'Ouest, notamment ses anciens compatriotes allemands, à émigrer en Russie en échange de privilèges, tels que l'exonération d'impôts pendant trente ans, l'abolition du service militaire, la liberté de culte et la possibilité de vivre en autogestion totale — ils étaient relativement indépendants du gouvernement russe.

### DuXIXesiècleaux années 1940

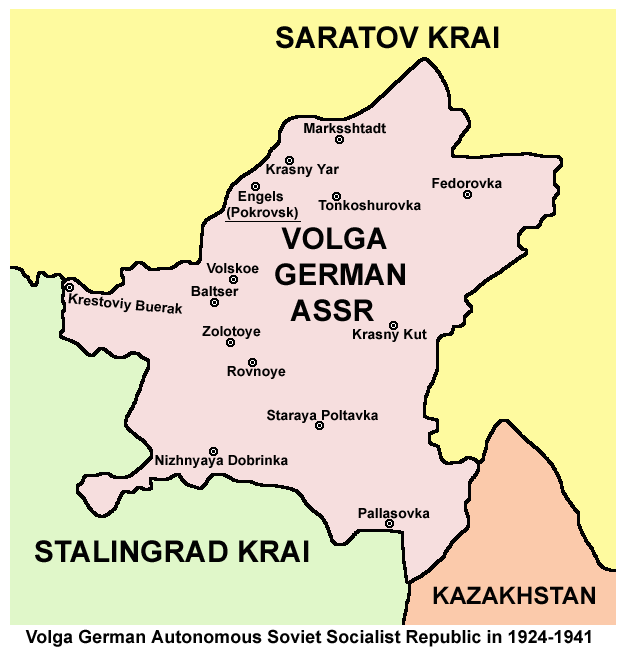
Carte de la république socialiste soviétique autonome des Allemands de la Volga.

Plus tard, vers la fin du XIXe siècle, une partie de ces droits furent révoqués, notamment l'exemption de service militaire, et une russification forcée fut imposée aux Allemands dont nombre fuirent alors les conscriptions imposées en partant vers d'autres pays (notamment les États-Unis, dans le Midwest ou le Dakota du Nord).
Après la révolution russe, une république socialiste soviétique autonome des Allemands de la Volga (Autonome Sozialistische Sowjet-Republik der Wolga-Deutschen; Автоно́мная Сове́тская Социалисти́ческая Респу́блика Не́мцев Пово́лжья) exista de 1924 à 1942 avec sa capitale à Engels (Pokrovsk avant 1931), où naquit notamment le compositeur Alfred Schnittke.

### Répression sous l’ère stalinienne
Après cette courte période d'autonomie au début de la révolution, matérialisée par la fondation d'une république, la communauté a commencé à subir les persécutions du régime stalinien qui se sont amplifiées après la déclaration de guerre de l'Allemagne nazie à l'URSS. Alors que l'armée allemande s'avance en territoire soviétique en direction de la Volga, Staline soupçonne les Allemands de la Volga de possible collusion avec l'armée nazie. Le 24 août 1941, il ordonne la déportation en bloc des Allemands de la Volga vers l'Est, à effectuer en vingt-quatre heures. Les hommes partent pour le Goulag, dont bien peu reviendront[réf. souhaitée]. Accusés de collaboration avec l'ennemi, de nombreux Allemands de la Volga sont déportés en Sibérie en 1941 et en Asie centrale. Environ 30 % sont exécutés ou meurent pendant leur déportation[réf. souhaitée]. Les déportations ethniques massives ordonnées par Staline se retrouvent à la même période dans l'histoire des Tchétchènes, des Ingouches ou des Tatars de Crimée et dans une moindre mesure de certains groupes de la minorité polonaise de Russie.
Les Allemands de la Volga ne sont ensuite réhabilités qu'en 1964, à la fin du « règne » de Nikita Khrouchtchev. L'ouverture des frontières en 1990 entraîne leur émigration massive vers l'Allemagne (deux millions de personnes pour toute la Russie). Certains groupes sont toutefois encore présents au Kazakhstan.

### De l’après-guerre mondiale aux années 1990
Les Allemands de la Volga ne retournèrent jamais dans la région qui leur avait donné leur nom. Après la guerre, la majorité d'entre eux s'installa dans l'Oural, en Sibérie, au Kazakhstan (ils représentent encore aujourd'hui 2 % de la population du Kazakhstan, soit environ 300 000 individus), au Kirghizistan ou encore en Ouzbékistan (16 000 individus, soit 0,064 % de la population totale). Plus tard, certains songèrent à retourner dans ce qui fut la République allemande autonome, mais ce projet n'aboutit pas devant l'opposition des populations qui s'étaient installées dans ce territoire, qui avait été laissé à l'abandon faisant suite à leur déportation massive.
À partir des années 1980, la plupart des Allemands de la Volga émigrèrent vers l'Allemagne, en profitant du droit au retour : la citoyenneté allemande était donnée à tous ceux pouvant prouver que leurs ancêtres étaient eux aussi Allemands. Cet exode put se faire alors même que la majorité des Allemands de la Volga ne parlait pas ou peu allemand. Durant les années 1990, il fut plus difficile pour les personnes se considérant comme Allemands de la Volga de devenir Allemands, spécialement pour ceux ne parlant pas un des dialectes parlés par les Allemands de la Volga.

## En Amérique du Nord
Les Allemands de la Volga émigrèrent aux États-Unis et au Canada et s'installèrent principalement dans les Grandes Plaines : dans l'Est du Colorado, le Kansas, le Minnesota, l'Est du Montana, le Nebraska, les deux Dakota, le Manitoba, l'Alberta et la Saskatchewan. Ils y réussirent souvent dans l'agriculture sur terrain sec, une compétence acquise en Russie. La plupart de ceux qui émigrèrent après la période comprise entre 1870 et 1912 travaillèrent un temps dans les champs de betterave sucrière du Nord du Colorado.
Leurs descendants en Amérique du Nord désignent aujourd'hui leurs ancêtres comme des « Allemands de Russie ». Aux États-Unis, ils tendent à se mélanger avec les descendants beaucoup plus nombreux d'Allemands venus d'Allemagne, qui dominent dans la moitié septentrionale du pays. 

## En Amérique du Sud
À la fin du XIXe siècle, des migrants allemands de la Volga s'établirent en Argentine dans la  province d'Entre Ríos, entre les villes de Paraná et Diamante. Habiles cultivateurs de blé et éleveurs de chevaux, leur population s'accrut jusqu'à 10 000 personnes. Leurs communautés étaient gouvernées uniquement par l'assemblée des chefs de famille, y compris les femmes, et ils pratiquaient la propriété collective selon le système russe du mir : les familles tiraient au sort leur part de terre chaque année. Certains étaient des disciples d'Auguste Comte ou de Léon Tolstoï. 
Selon le Centre culturel argentin des Wolgadeutsche, il y a environ 2 millions de descendants des Allemands de la Volga en Argentine.

## Allemands de la Volga ou descendants d’Allemands de la Volga célèbres
- Ignace Aurélien Fessler (1756-1839), théologien, franc-maçon et superintendant général luthérien
- Franz Schechtel (1859-1926), architecte
- Joseph Aloysius Kessler (1862-1933), archevêque
- Boris Rauschenbach (1915-2001), physicien et ingénieur en astronautique soviétique
- Natalia Hitzeroth (1915-1991), actrice soviétique
- Alfred Schnittke (par sa mère, 1934-1998), compositeur
- August Kruse (1941), archevêque luthérien
- Tom Daschle (1947), homme politique américain
- Patrick Gofman (1949), journaliste
- Chris Isaak (1956), chanteur et acteur américain
- Andre Geim (1958), physicien néerlandais, corécipiendaire du prix Nobel de physique en 2010
- Joseph Werth (1952), évêque
- German Gref (1964), homme politique et banquier russe
- Gabriel Heinze (1978), footballeur argentin
- Helene Fischer (1984), chanteuse allemande
- Roman Neustädter (1988), footballeur russe